# Heißer Herbst
Heißer Herbst ist eine vielfach für verschiedene Sachverhalte gebrauchte Metapher. Die Alliteration Heißer Herbst bezieht sich zunächst buchstäblich auf einen warmen jahreszeitlichen Verlauf, und ist von Bedeutung für die Landwirtschaft, insbesondere den Obst- und Weinbau. Als meteorologisches Phänomen ist ein heißer Herbst als Altweibersommer bzw. Indian Summer bekannt. Die Hitze bezieht sich metaphorisch auf einen sich steigernden (vielfach politischen) Konflikt. Die Ankündigung eines Heißen Herbstes wird teilweise auch als Drohung gebraucht.

## Beispiele für Begriffsverwendungen
- Im Jahr 1960 ist das Schlagwort Heißer Herbst für das Problem der infolge des Wirtschaftswunders heißlaufenden westdeutschen Konjunktur verwendet worden.[1]
- Die Massenstreiks und Studentenproteste des Jahres 1969 in Italien werden auch in der Politikwissenschaft als „Heißer Herbst“ bezeichnet.[2]
- 1970 wurde „Heißer Herbst“ für die Beschreibung der voraussichtlichen Tarifkonflikte in der westdeutschen Metallindustrie verwendet[3]. Zuvor hatte der Liedermacher Hanns-Dieter Hüsch im gleichen Jahr auf der LP Carmina Urana sein Lied „heißer Herbst“ veröffentlicht, das unter anderem auf die russische Oktoberrevolution von 1917 Bezug nimmt.
- Gelegentlich wird der Begriff auch für den Deutschen Herbst 1977 verwendet.
- 1983 wurde „Heißer Herbst“ zum Wort des Jahres gewählt[4]. Der Begriff wurde damals für die Beschreibung der Proteste der Friedensbewegung gegen die Nachrüstung im Rahmen des NATO-Doppelbeschlusses verwendet. Auch Der Spiegel verwendete in der Ausgabe 35/1983 vom 29. August 1983 „Heißer Herbst“ als Titel.[5]
- Auch im Rahmen der Protestaktionen von Studenten gegen das Bildungssystem an europäischen Hochschulen im November 2009 wird der Begriff „Heißer Herbst“ häufig verwendet.[6]
- 2022 taucht der Begriff anlässlich der Wirtschaftskrise in Frankreich[7] und insbesondere in Deutschland auf; hier geht es neben dem Ukraine-Krieg und der dadurch hervorgerufenen Inflation um den Streit mit „Querdenkern“.[8] Wörtlich wurde der Begriff durch eine Kampagne der Partei Die Linke übernommen.[9][10]

Der Begriff wird ebenfalls in der Werbung für Rabattaktionen im Herbst verwendet.